# Сажновский Донец
Сажновский Донец (устар. Саженский Донец) — река в России, протекает по Белгородской области. Устье реки находится в 1018 км по правому берегу реки Северский Донец. Длина реки составляет 21 км. Площадь водосборного бассейна — 189 км².

## Данные водного реестра
По данным государственного водного реестра России относится к Донскому бассейновому округу, водохозяйственный участок реки — Северский Донец от истока до границы РФ с Украиной без бассейнов рек Оскол и Айдар, речной подбассейн реки — Северский Донец (российская часть бассейна). Речной бассейн реки — Дон (российская часть бассейна).
Код объекта в государственном водном реестре — 05010400112107000010719.